# غار گورهام
غار گورهام (انگلیسی: Gorham's Cave)، غار سطح دریا در سرزمین‌های فرادریایی بریتانیا از جبل الطارق است. اگر چه غار دریایی نیست، اغلب با یک اشتباه گرفته می‌شود. این غار که به عنوان نئاندرتال‌های جبل‌الطارق از نئاندرتال‌ها در اروپا در نظر گرفته می‌شود، نام خود را به «مجموعه غار گورهام» می‌دهد که ترکیبی از چهار غار متمایز با چنان اهمیتی است که آنها در یک یونسکو میراث جهانی، تنها در جبل الطارق ترکیب می‌شوند. سه غار دیگر عبارتند از غار پیشتاز، غار هینا و غار بنت.